# Eriophora ravilla
Eriophora ravilla là một loài nhện trong họ Araneidae.
Loài này thuộc chi Eriophora. Eriophora ravilla được Carl Ludwig Koch miêu tả năm 1844.

## Hình ảnh

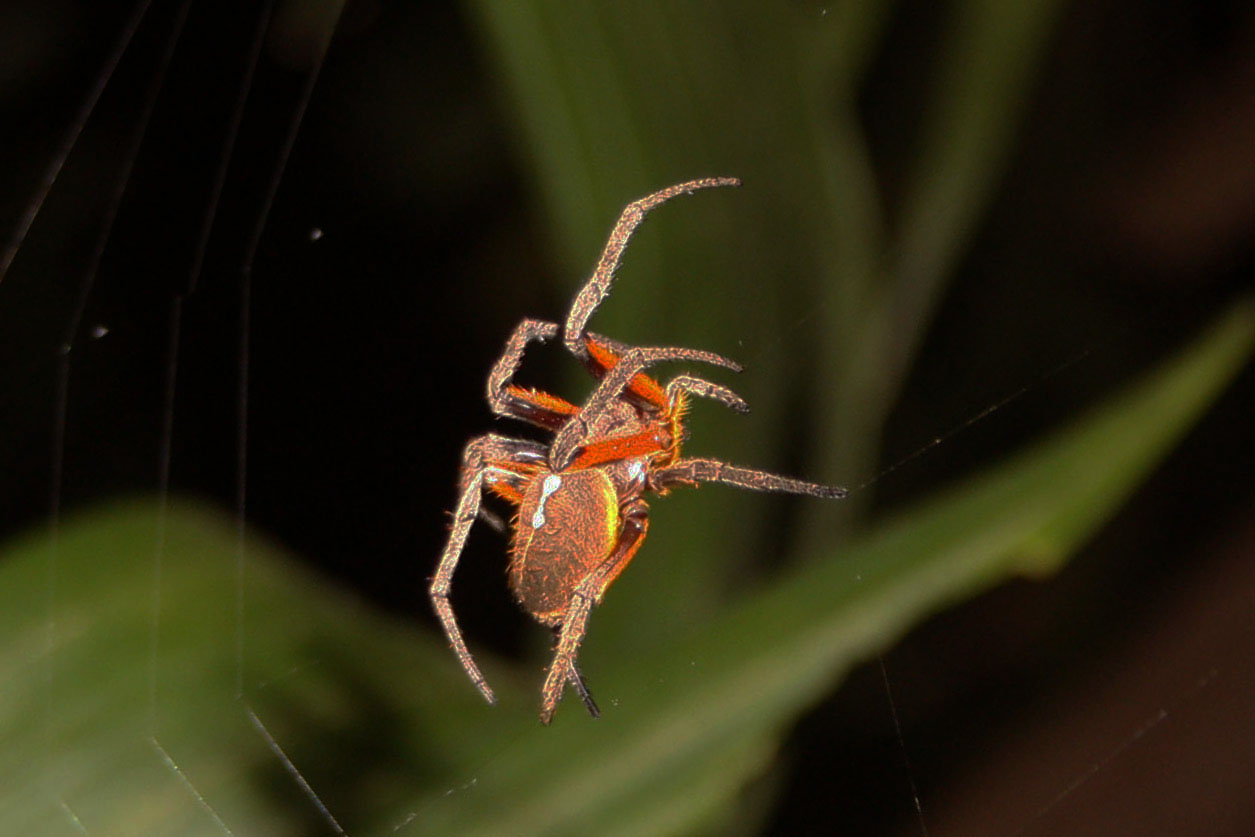